# Хималајски кедар
Хималајски кедар (лат. Cedrus deodara) врста је биљке из рода кедрова.

## Опис
Углавном расте у западном делу Хималаја, источном Авганистану, северном Пакистану (провинцији Хајбер-Пахтунва) и у неколико провинција Индије. Овај зимзелени четинар достиже висину од 40 до 50 метара.
Због своје дуготрајности и отпорности користи се као грађевински материјал, а чест је у Ајурведа медицини.
Кора хималајског кедра садржи велику количину таксифолина.